# Twierdzenie Rao-Blackwella
Twierdzenie Rao-Blackwella:
Niech A będzie wypukłym zbiorem decyzji, i niech {\displaystyle L(a,\theta )} będzie wypukłą funkcją parametru {\displaystyle a,} dla każdego ustalonego {\displaystyle \theta } ze zbioru parametrów. Niech {\displaystyle T} będzie statystyką dostateczną a {\displaystyle d} pewną regułą decyzyjną wtedy {\displaystyle d_{0}=E(d|T)} jest regułą decyzyjną zależną tylko od {\displaystyle T} i nie gorszą od {\displaystyle d.}
Dowód:
Lemat:
Niech {\displaystyle C} będzie zbiorem wypukłym, a {\displaystyle Z} zmienną losową taką, że {\displaystyle P(Z\in C)=1} wtedy {\displaystyle EZ\in C} o ile istnieje.
A jest zbiorem wypukłym, a więc {\displaystyle d_{0}\in A,} czyli {\displaystyle d_{0}} jest regułą decyzyjną.
{\displaystyle T} jest statystyką dostateczną, więc można wybrać wersję warunkowej wartości oczekiwanej niezależną od {\displaystyle \theta .}
{\displaystyle R(d,\vartheta )=EL(d,\vartheta )=E[E(L(d,\vartheta )|T]\geqslant E[L(E(d|T),\vartheta )]=E(d_{0},\vartheta )=R(d_{0},\vartheta )}
Co kończy dowód.
Oczywistym wnioskiem jest także to, że klasa reguł decyzyjnych jest istotnie zupełna